# Tim Austin
Timothy Derek „Tim“ Austin é um matemático britânico, que trabalha com análise, teoria ergódica e teoria das probabilidades.
Austin estudou matemática na Universidade de Cambridge com o bacharelado em 2005 e o Certificate of Advanced Mathematics 2006 e obteve um doutorado em 2010 na Universidade da Califórnia em Los Angeles (UCLA), orientado por Terence Tao, com a tese Multiple recurrence and the structure of probability-preserving systems. De 2010 a 2015 foi Clay Research Fellow e de 2014 a 2017 Principal Investigator do Simons Collaboration on Algorithms and Geometry. De 2012 a 2014 foi professor assistente no Instituto Courant de Ciências Matemáticas onde foi de 2015 a 2017 professor associado. É desde 2017 professor associado na UCLA.
Foi várias vezes pesquisador visitante na Microsoft Research em Redmond e foi pesquisador visitante na Universidade Brown.
Trabalha com teoria ergódica (recorrência múltipla), análise harmônica, combinatória aditiva, co-homologia de grupo, geometria métrica com aplicações na teoria geométrica de grupos, teoria da probabilidade em grandes estruturas discretas e resultados exatos da mecânica estatística. Entre outras coisas, lida com espaços métricos finitos em conexão com processos estocásticos estacionários para, entre outras coisas, estudar sua entropia.
Para 2020 recebeu o New Horizons in Mathematics Prize por trabalhos em teoria ergódica, em especial a prova da conjectura fraca de Pinsker.

## Publicações selecionadas
- On exchangeable random variables and the statistics of large graphs and hypergraphs, Probability Surveys, Volume 5, 2008, p. 80–145, Arxiv
- The emergence of the deterministic Hodgkin--Huxley equations as a limit from the underlying stochastic ion-channel mechanism, Annals of Probability, Volume 18, 2008, p. 1279–1325, Arxiv
- Deducing the Density Hales-Jewett Theorem from an infinitary removal lemma, J. Theoret. Probab., Volume 24, 2011, p. 615–633,  Arxiv 2009
- com Tanja Eisner, Terence Tao: Nonconventional ergodic averages and multiple recurrence for von Neumann dynamical, Pacific J. Math., Volume 250, 2011, p. 1–60, Arxiv
- Amenable groups with very poor compression into Lebesgue spaces, Duke Math. J., Volume 159, 2011, p. 187–222, Arxiv
- com Calvin C. Moore: Continuity properties of measurable group cohomology, Math. Annalen, Volume 356, 2013, Sp. 885–937, Arxiv
- Multiple Recurrence and Finding Patterns in Dense Sets, in:  Dzmitry Badziahin, Alexander Gorodnik, Norbert Peyerimhoff (Eds.), Dynamics and analytic number theory, London Math. Soc. Lecture Note Ser. 437, Cambridge Univ. Press 2016, p. 189–257
- Measure concentration and the weak Pinsker property, Publ. Math. Inst. Hautes Etudes Sci., Volume 128, 2018, p. 1–119, Arxiv.